# Atlantic Huis

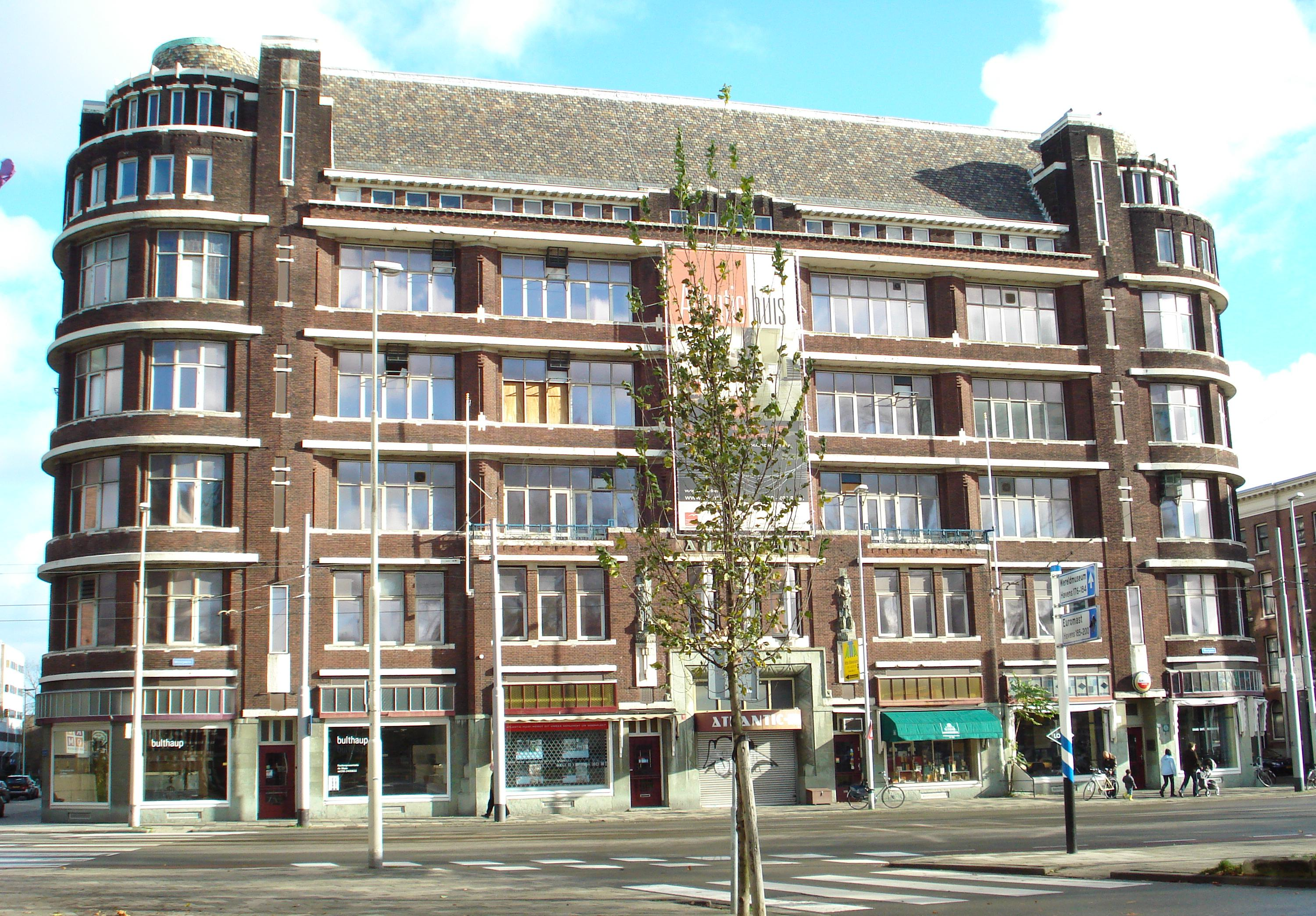
Vooraanzicht van het Atlantic Huis

Het Atlantic Huis is een bedrijfsverzamelgebouw in het Scheepvaartkwartier in de Nederlandse stad Rotterdam, tegenover de Veerhaven. Het is een rijksmonument.

## Geschiedenis
Het Atlantic Huis werd in de periode 1928-1930 gebouwd, in een sobere art-decostijl. Het werd ontworpen door architect P.G. Buskens. Het gebouw is bijzonder omdat het een van de eerste bedrijfsverzamelgebouwen in Nederland is en omdat het als een van de eerste gebouwen voorzien was van een parkeergarage. Het gebouw heeft een betonnen skelet en is bekleed met baksteen en betonnen lijsten. Bij de entree van het Atlantic huis staan aan de gevel twee beelden van Willem Coenraad Brouwer. Ze verbeelden Hermes, de god van de handel, en Neptunus, de god van de zee.

## Huidige functie
Het Atlantic Huis is niet meer in gebruik als bedrijfsverzamelgebouw. Op de begane grond is onder andere het bekende grand-café "Loos" gevestigd. Op de 1e t/m 6e verdieping bevinden zich luxe woonappartementen (koop) en vier kantoren (verhuur).